# Esmeralda (tv-serie)
|  | For andre betydninger, se Esmeralda |
Esmeralda er en mexicansk tv-serie fra 1997. Hovedrollerne spilles af henholdsvis Leticia Calderón (Esmeralda Rosales
Esmeralda Peñarreal de Velasco), Fernando Colunga (José Armando Peñarreal de Velasco) og Juan Pablo Gamboa (Dr. Álvaro Lazcano).